# Bruno Veronesi
Bruno Veronesi (Grezzana, 7 febbraio 1946) è un imprenditore italiano.
È stato amministratore unico e presidente di AIA, nonché presidente del Gruppo Veronesi.

## Biografia
Nato a Grezzana il 7 febbraio 1946, Bruno Veronesi è il più giovane dei figli di Cesira Girlanda e Apollinare Veronesi, fondatore del Gruppo omonimo.

Nel 1974, dopo aver conseguito la laurea in Economia e Commercio presso l’Università di Padova e aver adempiuto agli obblighi di leva come sottotenente nell’Artiglieria Corazzata, entra nella divisione alimentare dell'impresa di famiglia, AIA, Agricola Italiana Alimentare S.p.A., società del Gruppo Veronesi dedicata alla commercializzazione di carni e prodotti a base di carne, uova e ovoprodotti.

In AIA, Bruno Veronesi ricopre incarichi di responsabilità, come amministratore unico e come presidente. Nel 2011, diventa presidente del Gruppo Veronesi (Veronesi Holding S.p.A).

Sotto la sua guida, il marchio AIA comincia ad espandersi in Italia e all'estero e nascono nuovi prodotti come Wudy, BonRoll, Aequibrium e Spinacine.

### Altre cariche
- È consigliere di Unaitalia - Unione Nazionale delle Filiere Agroalimentari,[8] sin dalla sua fondazione nel 2011.
- Dal 2006 al 2015 è stato nel consiglio direttivo di “Italia del Gusto - Consorzio Export Gastronomia di Marca”.[9]
- Dal 2009 al 2011 è stato vicepresidente di Federalimentare.[10]

### Vita privata
Bruno Veronesi è sposato e ha due figli. Tra le sue passioni spicca la vela, che lo porta a partecipare a numerose competizioni, come la 151 Miglia – Trofeo Cetilar.

Negli anni, ha conseguito inoltre la licenza di pilota d’aereo ed elicottero.

## Premi e riconoscimenti
- Nel 2004 è stato nominato Cavaliere del Lavoro[2] e nello stesso anno gli è stato conferito il Premio ALVEC (Associazione Laureati in Economia dell'Università di Verona).[4]
- Il 2 marzo 2017 riceve il 'Premio Leonardo Qualità Italia 2016' dal Presidente della Repubblica Sergio Mattarella.[13]